# Beniarbeig
Beniarbeig ist eine spanische Gemeinde (municipio) in der Provinz Alicante mit einer Bevölkerung von 2.384 Einwohnern (Stand: 2024). 

## Lage
Beniarbeig liegt etwa 80 Kilometer nordöstlich von Alicante und etwa 100 Kilometer südsüdöstlich von Valencia in einer Höhe von 40 m. Das Mittelmeer liegt wenige Kilometer östlich des Ortszentrums. 

## Geschichte

### Bevölkerungsentwicklung
| Jahr      | 1970 | 1981 | 1991 | 2001 | 2011 | 2021 |
| Einwohner | 1163 | 1091 | 1205 | 1254 | 1883 | 2227 |

## Sehenswürdigkeiten

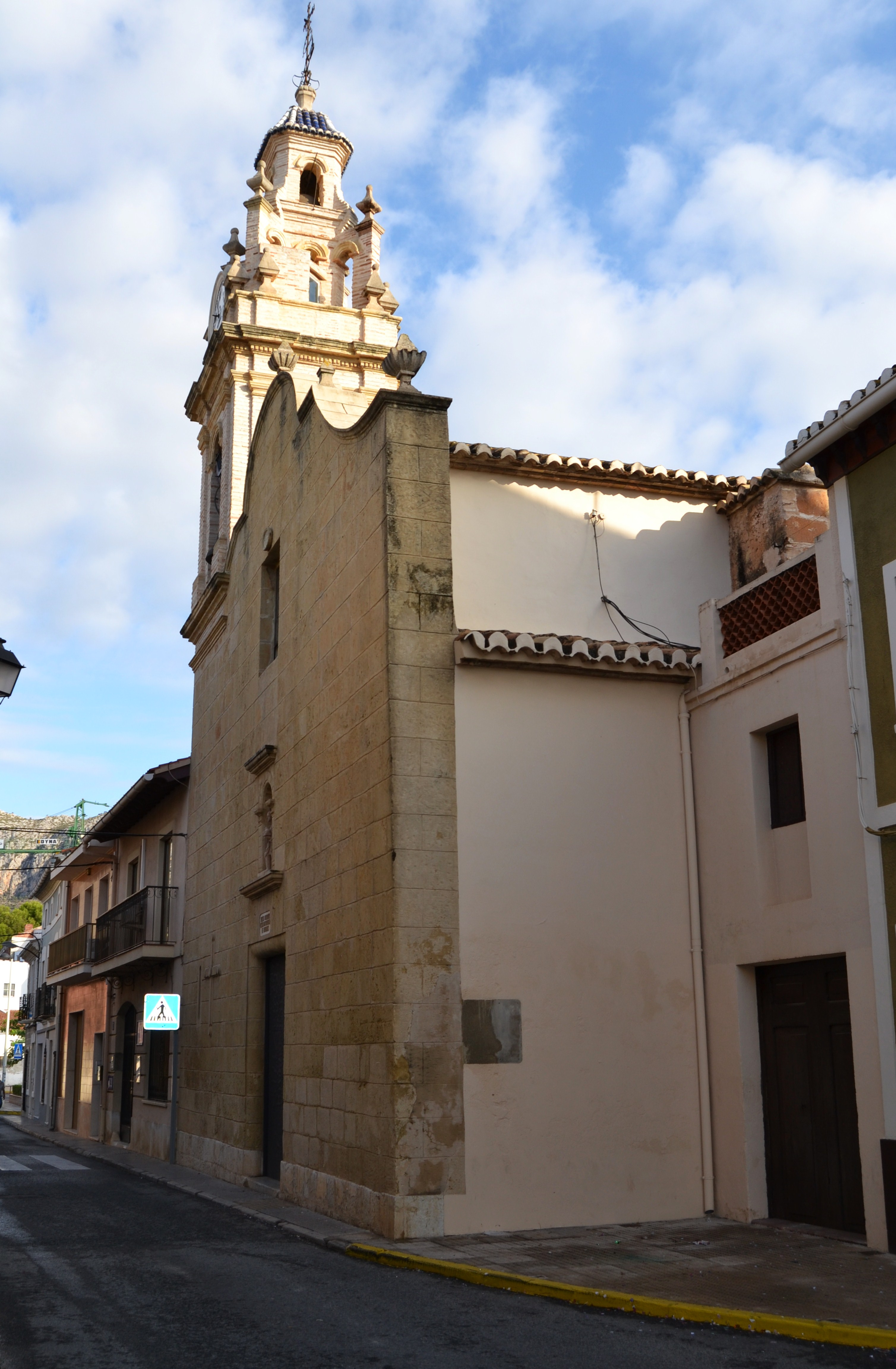
Johannes-der-Täufer-Kirche
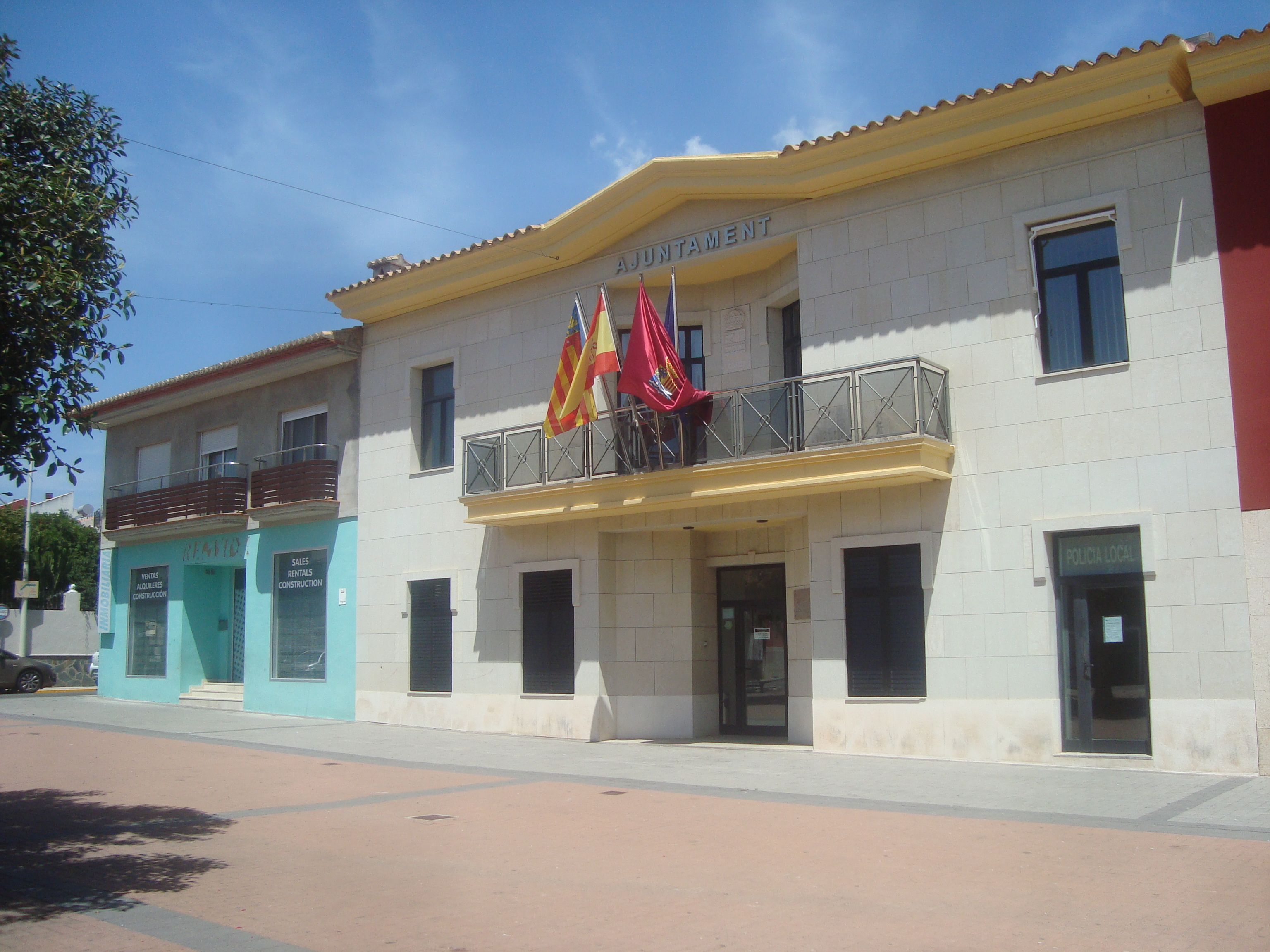
Rathaus

- Johannes-der-Täufer-Kirche
- Rathaus